# Njombe (stad)
Njombe is een stad in het zuidoosten van Tanzania. Het is de hoofdstad van de regio Njombe. In 2012 hadden de districten stedelijk Njombe en landelijk Njombe samen 40.607 inwoners. Er wonen voornamelijk Bena. De stad is gelegen in de zuidelijke hooglanden van Tanzania (Kipengere Range). In de stad zijn er nog verschillende overheidsgebouwen uit de Duitse koloniale periode.
Sinds 1968 is Njombe de zetel van een rooms-katholiek bisdom.